# Bombardowanie Drezna

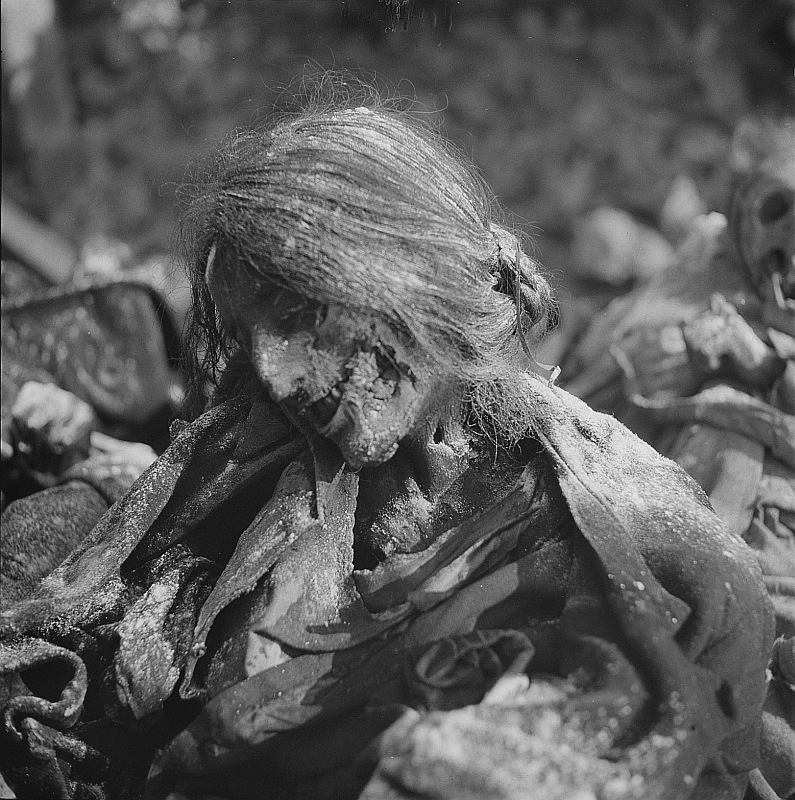
Zwłoki kobiety w drezdeńskim schronie przeciwlotniczym (1945)

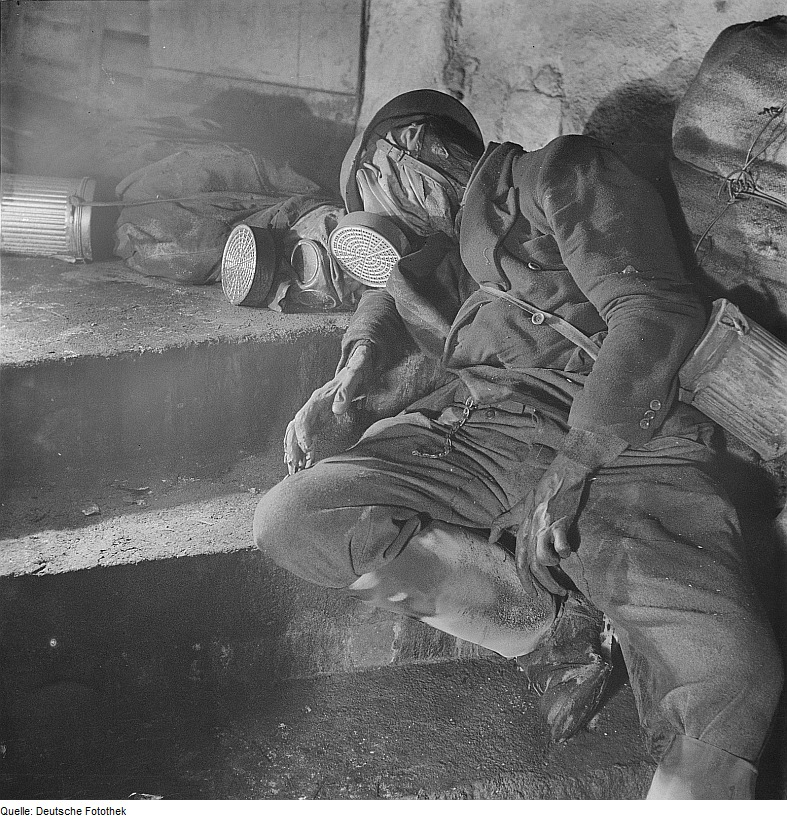
Zwłoki mężczyzny w Volksgasmaske i Stahlhelmie, w drezdeńskim schronie przeciwlotniczym (1945)

Bombardowanie Drezna (niem. Luftangriffe auf Dresden) – naloty dywanowe przeprowadzone w dniach 13–14 lutego 1945 roku przez lotnictwo brytyjskie (Royal Air Force) i amerykańskie (United States Army Air Forces) na niemieckie Drezno. 

## Rezultat i ofiary
W nalotach skoncentrowanych na starym mieście użyto przede wszystkim bomb zapalających. Pożary wywołały burzę ogniową, która zniszczyła miasto. Całkowitemu zniszczeniu uległ obszar około 39 km². Specjalna komisja powołana przez władze Saksonii do ustalenia dokładnej liczby ofiar bombardowania zakończyła pracę w roku 2011, ogłaszając, że prawdopodobna liczba ofiar wyniosła około 18 tysięcy, przy czym nie więcej niż 25 tysięcy. Liczba ofiar bombardowania Drezna była i jest przedmiotem licznych kontrowersji; propaganda nazistowska podawała straty rzędu 200 tysięcy. W 1965 roku władze Drezna podały liczbę 35 tysięcy. Przez kolejne lata po wojnie różne źródła szacowały liczbę zabitych w szerokim zakresie od 35 do 50 tysięcy. 
Komisja ustaliła też, że na dokładność szacunków nie ma większego wpływu fakt, że w Dreźnie, według różnych danych, przebywać mogło wówczas nawet do 400 tysięcy uchodźców oraz robotników przymusowych z terenów okupowanych. Okazało się bowiem, że miejscowe władze dość dokładnie odnotowały także zgony wśród tej ludności. Obecność tak dużej liczby uchodźców i robotników przymusowych w mieście wynikała stąd, że Drezno uchodziło za miasto bezpieczne z racji położenia w głębi kraju oraz braku obiektów o dużym znaczeniu strategicznym. Działa przeciwlotnicze Niemcy przenieśli na front, zostawiając miasto bez obrony.

## Kontrowersje
Bombardowanie Drezna stało się również symbolem i argumentem w poważniejszej debacie nad stosownością alianckich nalotów na miasta niemieckie. Zwolennicy, począwszy od marszałka Arthura „Bombera” Harrisa, dowódcy lotnictwa bombowego (RAF Bomber Command) wskazywali na potrzebę złamania niemieckiego potencjału przemysłowego i ludzkiego, zniszczenia sieci transportowej i osłabienia morale ludności w Niemczech. Przeciwnicy wskazują na niską skuteczność w wykonaniu tych założeń: przemysł ewakuowano na prowincję, transport działał mimo wszystko, a wola walki i determinacja wzrastały raczej na skutek nalotów – analogicznie do postawy ludności bombardowanego Londynu. Krytycy i zwolennicy wskazują też motyw zemsty i odwetu za zniszczenia dokonane przez Luftwaffe w Anglii, różnie interpretując jego zasadność. Ważnym głosem w dyskusji na temat zniszczenia Drezna jest wypowiedź Joe Heydeckera, który podczas II wojny światowej, jako żołnierz Wehrmachtu, służył między innymi w Warszawie: 

Co słyszeliście o Rotterdamie, jego gęsto zaludnionym centrum, gdzie dzisiaj stoi spiżowy krzyk rzeźbiarza Ossipa Zadkine’a? Co o Coventry, o jego startej w proch starówce, gdzie tylko ruina wieży katedry i resztki murów obwodowych przypominają o 1940 roku? Pod gruzami Warszawy legło, zmiażdżonych i zasypanych w 1939 roku przez niemiecką artylerię i bomby lotnicze, czterdzieści tysięcy. Powiedzmy to bardzo wolno: czter-dzie-ści ty-się-cy. A potem niech nam zamarznie na ustach słowo: Drezno.

Część polskich załóg odmówiła udziału w bombardowaniu, gdyż akcję, przeprowadzoną nazajutrz po zakończeniu konferencji jałtańskiej, przedstawiono im jako pomoc dla Armii Czerwonej (informację taką podał w programie dokumentalnym generał Stanisław Skalski).

## Wydarzenie w kulturze masowej
- Tragedię Drezna, widzianą oczami polskich robotników przymusowych przedstawił polski reżyser Jan Rybkowski w filmie Dziś w nocy umrze miasto z 1961 roku.
- Opis bombardowania Drezna znajduje się w powieści Józefa Mackiewicza Sprawa pułkownika Miasojedowa (1962).
- W 1958 roku, czeski kompozytor Václav Trojan skomponował utwór na akordeon solo pod tytułem „Zburzona Katedra”, nawiązujący do bombardowania katedry w Dreźnie.
- Dokumentalny zapis nalotu znajduje się w Dziennikach Victora Klemperera, świadka wydarzeń, któremu jako drezdeńskiemu Żydowi bombardowanie uratowało życie.
- Amerykański pisarz Kurt Vonnegut obserwował bombardowanie Drezna jako jeniec wojenny. To doświadczenie było inspiracją do jego powieści pod tytułem Rzeźnia numer pięć z 1969 roku (zekranizowana jako film Rzeźnia nr 5 z 1972 roku).
- Wydarzenie posłużyło za tło w niemieckim filmie Drezno z 2006 roku (reżyseria: Roland Suso Richter(inne języki), scenariusz: Stefan Kolditz(inne języki)).
- Horst Bienek w czwartej części swojej Tetralogii Gliwickiej, powieści Ziemia i ogień (1982), umieścił bombardowanie Drezna w lutym 1945 roku jako jeden z wątków splatających losy głównych bohaterów.
- Wydarzenie poprzedza kulminacyjny moment powieści Bohumila Hrabala pod tytułem Pociągi pod specjalnym nadzorem.
- O bombardowaniu Drezna wspomina również utwór „The Hero’s Return” z płyty The Final Cut brytyjskiej grupy Pink Floyd, w którym bohater po powrocie do domu wciąż zmaga się z prześladującymi go wspomnieniami z przeprowadzanych nalotów.
- Powieść Bikini (2009) autorstwa Janusza Leona Wiśniewskiego, autora Samotności w sieci (2001), rozgrywa się w Europie i Ameryce końca II wojny. Anna, młoda Niemka z antyfaszystowskiej rodziny, błąka się po zbombardowanym Dreźnie, dokumentując swoją Leicą wojenną tragedię. Na taki sam temat ma zrobić fotoreportaż wysłany do Niemiec Stanley, dziennikarz z Nowego Jorku. Przypadkowe spotkanie tych dwojga na zawsze odmieni ich losy. Wiśniewski opowiada tę „małą” historię na tle „wielkiej”, tworząc bogaty fresk społeczno-obyczajowy, pełen szczegółów z epoki i refleksji na temat odpowiedzialności, kultury i natury człowieka.